# Vilaperdritz
Vilaperdritz (en francès Villeperdrix) és un municipi francès situat al departament de la Droma i a la regió d'Alvèrnia-Roine-Alps. L'any 2007 tenia 105 habitants.

## Demografia

### Població
El 2007 la població de fet de Villeperdrix era de 105 persones. Hi havia 52 famílies de les quals 24 eren unipersonals (8 homes vivint sols i 16 dones vivint soles), 8 parelles sense fills, 12 parelles amb fills i 8 famílies monoparentals amb fills.
La població ha evolucionat segons el següent gràfic:
Habitants censats

### Habitatges
El 2007 hi havia 146 habitatges, 56 eren l'habitatge principal de la família, 81 eren segones residències i 9 estaven desocupats. 136 eren cases i 6 eren apartaments. Dels 56 habitatges principals, 41 estaven ocupats pels seus propietaris, 10 estaven llogats i ocupats pels llogaters i 5 estaven cedits a títol gratuït; 2 tenien una cambra, 6 en tenien dues, 11 en tenien tres, 20 en tenien quatre i 18 en tenien cinc o més. 20 habitatges disposaven pel capbaix d'una plaça de pàrquing. A 31 habitatges hi havia un automòbil i a 15 n'hi havia dos o més.

### Piràmide de població
La piràmide de població per edats i sexe el 2009 era:
| Homes | Edats   | Dones |
| ----- | ------- | ----- |
| 0     | 95 o +  | 0     |
| 0     | 90 a 94 | 0     |
| 0     | 85 a 89 | 0     |
| 0     | 80 a 84 | 0     |
| 8     | 75 a 79 | 0     |
| 4     | 70 a 74 | 4     |
| 8     | 65 a 69 | 4     |
| 0     | 60 a 64 | 4     |
| 4     | 55 a 59 | 8     |
| 0     | 50 a 54 | 0     |
| 8     | 45 a 49 | 12    |
| 8     | 40 a 44 | 4     |
| 4     | 35 a 39 | 0     |
| 4     | 30 a 34 | 0     |
| 0     | 25 a 29 | 8     |
| 4     | 20 a 24 | 0     |
| 4     | 15 a 19 | 4     |
| 0     | 10 a 14 | 0     |
| 4     | 5 a 9   | 0     |
| 4     | 0 a 4   | 0     |

## Economia
El 2007 la població en edat de treballar era de 69 persones, 45 eren actives i 24 eren inactives. De les 45 persones actives 41 estaven ocupades (27 homes i 14 dones) i 5 estaven aturades (1 home i 4 dones). De les 24 persones inactives 8 estaven jubilades, 5 estaven estudiant i 11 estaven classificades com a «altres inactius».

### Ingressos
El 2009 a Villeperdrix hi havia 50 unitats fiscals que integraven 96 persones, la mediana anual d'ingressos fiscals per persona era de 14.232 €.

### Activitats econòmiques
Dels 7 establiments que hi havia el 2007, 3 eren d'empreses de construcció, 1 d'una empresa de comerç i reparació d'automòbils, 2 d'empreses d'hostatgeria i restauració i 1 d'una empresa de serveis.
Dels 4 establiments de servei als particulars que hi havia el 2009, 2 eren paletes, 1 guixaire pintor i 1 electricista.
L'any 2000 a Villeperdrix hi havia 12 explotacions agrícoles que ocupaven un total de 364 hectàrees.

## Poblacions més properes
El següent diagrama mostra les poblacions més properes.